# Russendenkmal
Als Russendenkmal werden umgangssprachlich manche Denkmäler zur Ehrung sowjetischer oder russischer Bürger oder Taten im Ausland genannt. Heute handelt es sich dabei oft um Denkmäler über die Befreiung Europas von den Nationalsozialisten durch die Sowjetunion oder für die dabei gefallenen Soldaten.
- Russen-Denkmal in Schellenberg, Liechtenstein
- Heldendenkmal der Roten Armee am Schwarzenbergplatz in Wien (1945)
- Denkmal der Befreiung im Zweiten Weltkrieg in Kirkenes
- Panzerdenkmal in Potsdam-Bornstedt, Potsdam
- Sowjetisches Ehrenmal (Tiergarten), Berlin (1945)
- Suworow-Denkmal im Kanton Uri (1899)
- Denkmal für die 1945 in Passau-Ingling ermordeten sowjetischen Kriegsgefangenen (=Russendenkmal (Passau-Ingling), enthüllt am 30. Oktober 2020)[1]